# Grup Austràlia
El Grup Austràlia, també conegut per les sigles AG (en anglès: Australia Group), és un règim multilateral de control d'exportacions i a la vegada un fòrum informal i voluntari de països que, mitjançant l'harmonització de controls, procura que les exportacions no contribueixin al desenvolupament d'armes químiques o biològiques. La coordinació de les mesures nacionals de control de les exportacions ajuda els participants de l'AG a complir amb les seves obligacions en virtut de la Convenció sobre Armes Químiques, en anglès: Chemical Weapons Convention (CWC) i la Convenció sobre Armes Biològiques, en anglès: Biological Weapons Convention (BWC).
L'AG es va establir el 1985 després que s'hagués detectat l'ús d'armes químiques a la guerra d'Iraq l'any 1984. El grup, que estava integrat per 15 països membres i l'adhesió de la Comissió Europea, va celebrar la seva primera reunió a Brussel·les, Bèlgica, el setembre de 1989. Amb la incorporació de l'Índia, el gener de 2018, el nombre de membres actuals és de 43, incloent-hi Austràlia i la Comissió Europea. El nom prové de la iniciativa australiana de crear el grup i Austràlia gestiona el secretariat des de la seu oficial a Barton, un suburbi de Canberra, la capital del país.
L'AG estableix unes "llistes de control" i són els països membres els que deneguen les sol·licituds de llicència d'exportació dels articles inclosos a les llistes quan hi ha sospites que aquests articles poden ser utilitzats en programes d'armes químiques o biològiques (CBW). Els membres de l'AG es reuneixen cada any a París per coordinar aquestes polítiques de control de les exportacions, discutir possibles revisions a les llistes de control comunes i compartir informació sobre la proliferació mundial de la CBW i les denegacions d'exportació. El grup no té cap carta fundacional ni constitució i cada país utilitza el seu propi criteri a l'hora d'implementar controls nacionals d'exportació, basant-se en les llistes del grup com a línia de referència, però sovint creant controls més estrictes dels suggerits pel grup. Els articles sensibles d'aquestes llistes de control es poden dividir en cinc categories:
- Precursors químics utilitzats en la producció d'armes químiques.[5]
- Instal·lacions, equipament de doble ús per a la indústria química i articles relacionats amb la tecnologia que es poden utilitzar tant per a usos civils com per a la producció d'armes químiques, com ara reactors, dipòsits d'emmagatzematge, bombes i vàlvules.[6]
- Agents biològics que causen malalties, siguin naturals o modificades genèticament, com la verola, el virus de Marburg, la febre aftosa i l'àntrax.[7]
- Substàncies verinoses per toxines, siguin produïdes per organismes vius o produïdes sintèticament, que afectin negativament humans, animals o plantes, com la toxina botulínica i la ricina.[8]
- Equipament de doble ús per a la indústria biotecnològica o farmacèutica que es pot utilitzar tant per a la recerca pacífica com per a la producció d'armes biològiques, com fermentadors (bioreactors), instal·lacions de contenció, equips d'assecat per polvorització i cambres d'assaig d'aerosols.[9]

Els membres del Grup Austràlia no assumeixen cap obligació legalment vinculant. L'efectivitat de la cooperació entre els participants depèn únicament del seu compromís amb els objectius de no proliferació de les CBW i de l'efectivitat de les mesures que cada país implementi a escala nacional. Les consideracions claus que regeixen per a tots aquests membres són que:
- Les mesures han de ser eficaces per impedir la producció d'armes químiques i biològiques.
- Han de ser raonablement fàcils d'implementar i han de ser pràctiques.
- No han d'impedir el comerç normal de materials i equips utilitzats amb finalitats legítimes.

El compliment d'aquest règim es veu reforçat per l'adhesió de tots els estats de l'AG al conveni sobre armes químiques (CWC) i al Conveni sobre armes biològiques i toxines (BTWC).
El Grup Austràlia accepta nous membres només per consens. Els països que vulguin accedir al grup han de complir certs criteris, inclòs el compliment demostrat de la CWC i de la BWC, i un mecanisme de control i execució nacional establert i eficaç per a tots els ítems de les llistes de control del grup. Els estats no participants es queixen que els criteris d'adhesió són excessivament estrictes i que negar una pertinença a un país l'acusa implícitament de perseguir l'obtenció d'armes químiques o biològiques. Els no membres també han posat en dubte la relació del Grup Austràlia amb la CWC i la BWC. El Moviment dels països no Alineats (NAM), per exemple, han afirmat en diverses ocasions que ja s'havien compromès a no adquirir CBW signant les convencions sobre armes biològiques i químiques.